# Inzersdorf (Wien)
Inzersdorf (vor 1893: Inzersdorf am Wienerberge, 1893–1938: Inzersdorf bei Wien) war bis 1938 eine eigenständige Gemeinde und ist heute ein Stadtteil Wiens im 23. Wiener Gemeindebezirk Liesing sowie eine der 89 Wiener Katastralgemeinden.

## Geographie

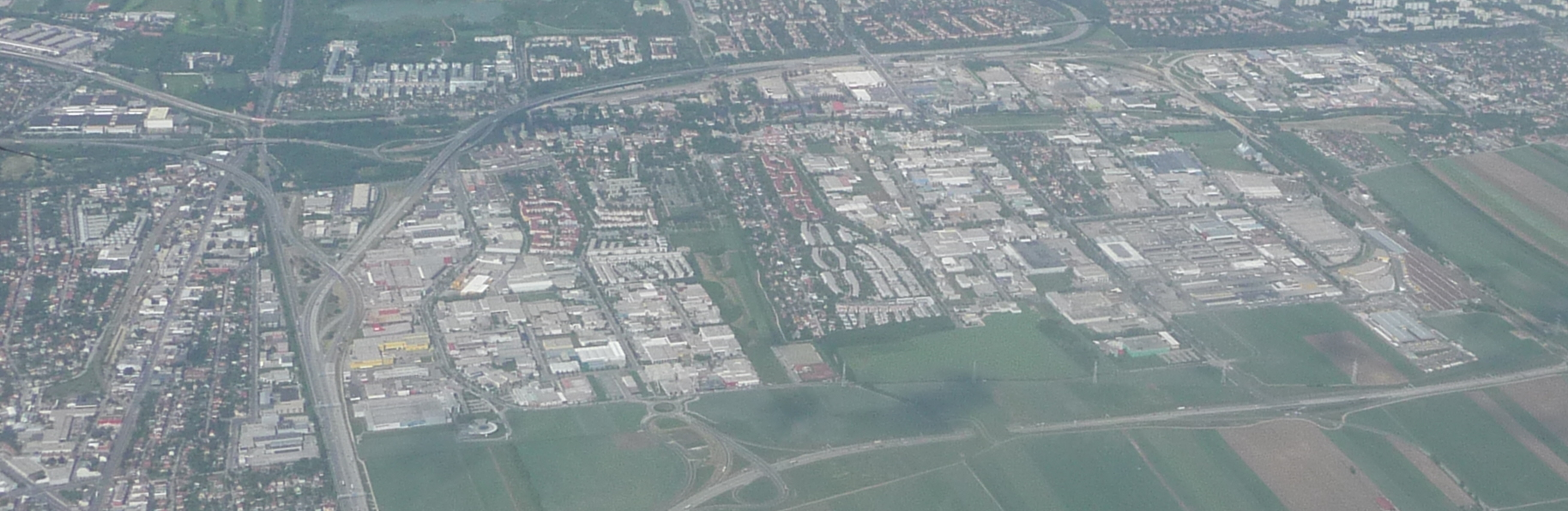
Luftbild von Inzersdorf, Blick von Süden

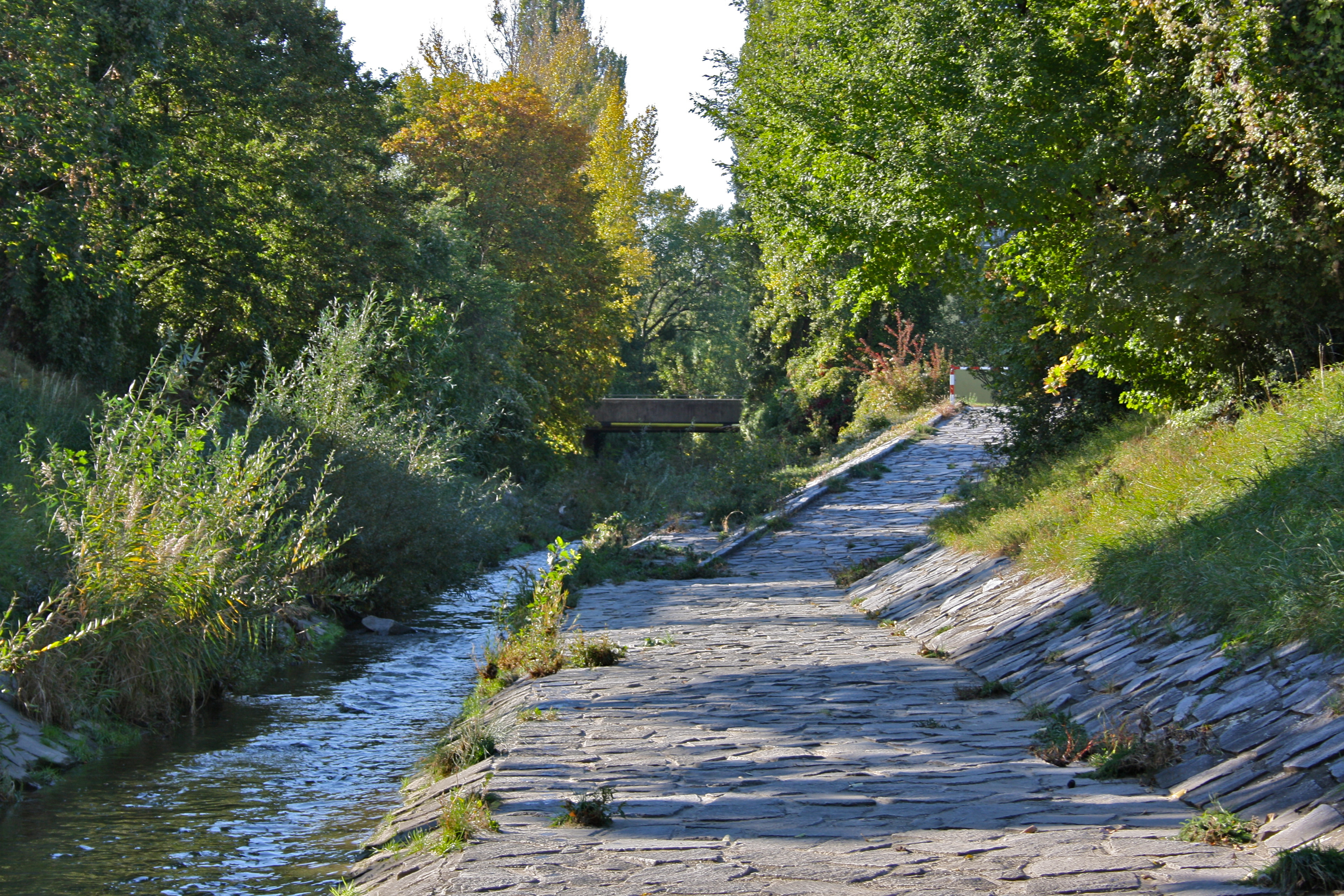
Die Liesing in Inzersdorf

Die heutige Katastralgemeinde Inzersdorf nimmt eine Fläche von 854,06 Hektar ein und ist damit der flächenmäßig größte Liesinger Bezirksteil.
Der Ort liegt beiderseits der Liesing südlich des Wienerbergs. Flussaufwärts befindet sich die Wiener Bezirksteile Atzgersdorf und Erlaa, flussabwärts der Wiener Bezirksteil Rothneusiedl, der sich schon im 10. Gemeindebezirk Favoriten befindet. Im Westen reicht der Bezirksteil bis über die Altmannsdorfer Straße hinaus und hat sogar Anteil am Wohnpark Alterlaa. An der Triester Straße und westlich davon befinden sich die ehemaligen Ortsteile Neustift oder Straßenhäuser (ursprünglich eine Zeilensiedlung an der Triester Straße, die vom Kernort getrennt war und in Neu-Erlaa überging) sowie Neusteinhof, letzteres ist als ehemaliger Ort nicht mehr zu erkennen: teilweise ist es Industriegebiet, teilweise wird es vom Rückhaltebecken der Liesing eingenommen.
Der Ort liegt in einem flachen Schwemmland, wo sich durch den Fluss große Mengen Tegel und Ton ablagerten, die für die Ziegelwerke und die Baustoffindustrie einen wichtigen Rohstoff darstellten. Noch heute zeugen Seen wie der Stein- oder Schlosssee von dieser Vergangenheit, denn diese Seen sind ehemalige Abbaugruben einer geschlossenen Ziegelfabrik, die in ein Erholungsgebiet umfunktioniert wurden.
Geologisch gesehen besteht Inzersdorf großteils aus Pleistozän-Schotter. Im Südosten und mittleren Westen befindet sich quartärer Lehm und Lösslehm. Der Norden entlang der Liesing wird zur geologischen Epoche des Holozäns gerechnet.

## Geschichte

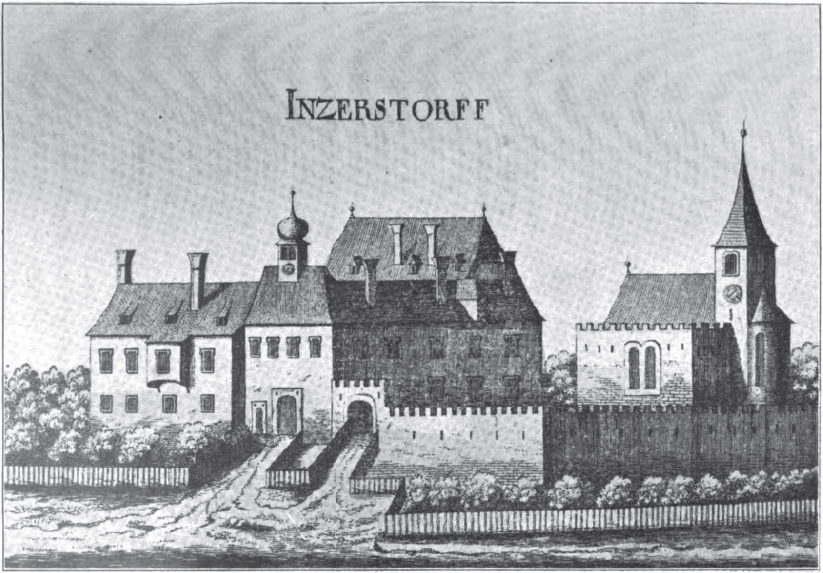
Schloss Inzersdorf, aus Georg Mathaeus Vischers Topographia Archiducatus Austriae inferioris 1672

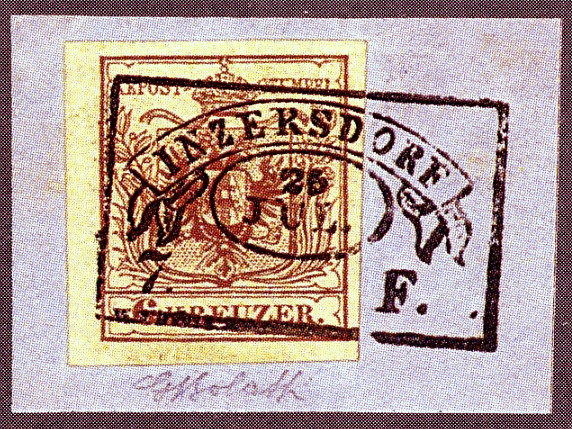
Briefmarke der österreichischen Wappenausgabe 1850 mit Ortsstempel von Inzersdorf

Inzersdorf bei Wien um 1900

Die erste urkundliche Erwähnung des Ortes erfolgte zwischen den Jahren 1120 und 1125 als Imicinesdorf beziehungsweise Ymizinisdorf. Inzersdorf war bereits 2000 Jahre vorher in der Nähe einer Hauptstraße. Sowohl während der ersten als auch während der zweiten Wiener Türkenbelagerung wurde Inzersdorf schwer zerstört. Maria Katharina von Kinsky brachte zwölf Jahre später fremde Siedler in das zerstörte Dorf.
Der Ort entwickelte sich als Angerdorf um die heutige Draschestraße und Hochwassergasse, das abseits gelegene Schloss übte wenig Einfluss auf die Siedlungsentwicklung aus.
Das Dorf entwickelte sich unter den Gebrüdern Geyer von Osterburg zu einem Zentrum der protestantischen Lehre. Viele Wiener nützten die Gelegenheit nach Inzersdorf „auszulaufen“, um dem Messgang in Wien zu entkommen. Nachdem der alte Friedhof bei der Pfarrkirche 1784 aufgelassen werden musste, wurde der heutige Inzersdorfer Friedhof angelegt.
Die Grundherrschaft bzw. das Gemeindegebiet von Inzersdorf erstreckte sich in seiner größten Ausdehnung im 19. Jahrhundert vom heutigen Antonsplatz im 10. Bezirk (südlich des Reumannplatzes) im Norden bis annähernd zur heutigen Stadtgrenze im Süden (Grenze zu den Grundherrschaften der heutigen Orte Vösendorf, Leopoldsdorf, Ober- und Unterlaa), im Westen vom Bereich Alt Erlaa / Steinsee bis in die Gegend der Pottendorfer Linie im Osten. Bis zum Beginn des 16. Jahrhunderts existieren auf dem Gebiet des heutigen Inzersdorf zwei Ortschaften, nämlich Inzersdorf und Willendorf. Letzteres wurde nach den Zerstörungen der Türkenbelagerung 1529 nicht wieder aufgebaut, an seiner Stelle entstand Neusteinhof. 1773 entstanden beiderseits der Triester Straße die Keimzellen des neuen Ortsteils Neustift (auch Straßenhäuser).
Nach vielfachem Besitzwechsel erbte der „Ziegelbaron“ Heinrich von Drasche-Wartinberg 1857 die Herrschaft. Zur Zeit der Industrialisierung wurde der Ort ein wichtiger Industriestandort, der sich vor allem auf die Ziegelproduktion spezialisierte. Die Ziegelindustrie wurde mit der Zeit immer bedeutender. 1872 wurden in den Fabriken bereits 100 Millionen Ziegel produziert, 1848 waren es erst 16 Millionen gewesen.
Auf Grund dieser Tatsache entschied man, die nördliche, stärker entwickelte Hälfte Inzersdorfs Ende des 19. Jahrhunderts unter dem Namen Inzersdorf-Stadt in den heutigen 10. Wiener Gemeindebezirk Favoriten einzugliedern. An der neuen Wiener Stadtgrenze wurde 1891 ein heute noch bestehendes Linienamtsgebäude zur Einhebung der Verzehrungssteuer errichtet. Gleichzeitig bekam Inzersdorf bei Wien 17 % der Fläche mit rund 1 % der Bevölkerung von der ebenfalls zum Großteil nach Wien eingegliederten Gemeinde Altmannsdorf. Anfangs noch als eigener Ort der Gemeinde ausgewiesen, ist es aber schon im Spezialortsrepertorium 1910 in die einheitliche Ortschaft Inzersdorf bei Wien integriert. Die Eingliederung von Inzersdorf-Stadt hatte eine große wirtschaftliche Schwächung des verbliebenen Orts zur Folge, da man unter anderem den Großteil der Ziegelwerke verlor. In den Folgejahren orientierte sich Inzersdorf wirtschaftlich vor allem an der nahe liegenden Stadt Liesing. Mitte des 19. Jahrhunderts entstanden die ersten Fabriken.
Eine an die 70 Jahre existierende, weithin bekannte Institution entstand 1872, als der 1868 als Assistent der Psychiatrischen Klinik am Würzburger Juliusspital tätige Mediziner Emil Fries (auch: Frieß; 1844–1898) zusammen mit Hermann Breslauer (auch: Breßlauer) die ehemalige Sommerresidenz des Fürsten Ferdinand von Lobkowitz zu Raudnitz (1797–1868) erwarb und diese (zunächst mit 25 Betten) als private Heilanstalt für Nerven- und Gemüthskranke (später: Sanatorium) eröffnete. (Bauliche Erweiterungen: 1873, 1875, 1881, 1885, 1888, großer Wintergarten 1890, 1902; des Weiteren Ausgestaltung der Parkanlage). Prominente Patienten waren unter anderem: Joseph Selleny (verstarb 1875 in der Anstalt), Bertha Pappenheim (Juni–November 1881), Peter Altenberg (Dezember 1910 bis September 1911), Josef Weinheber (zuletzt 1940 wegen Alkoholentzugs).
An der Grenze zu Atzgersdorf lag die Glühlampenfabrik Osram. Der Standortteil dieses Unternehmens in der Auer-Welsbach-Gasse ist beidseits der Grenze der Katastralgemeinden Atzgersdorf und Inzersdorf ab 1. Juli 2018 als „Altlast W31: Glühstrumpf-Fabrik Auer von Welsbach“ im Altlastenatlas ausgewiesen.
Nach dem „Anschluss Österreichs“ an das Deutsche Reich wurde Inzersdorf durch das Gesetz über die Schaffung von „Groß-Wien“ vom 1. Oktober 1938 gemeinsam mit Liesing und dreizehn anderen Orten als 25. Bezirk nach Wien eingemeindet. Nach Ende des Zweiten Weltkrieges wurde Inzersdorf 1954 als Teil des nunmehr aus wesentlich weniger ehemaligen Ortschaften bestehenden 23. Bezirks Liesing bestätigt. Der Bezirk Liesing war im Zweiten Weltkrieg sehr stark von alliierten Bombenangriffen auf Wien betroffen, da sich hier viele bedeutende Industrieanlagen befanden. Der Wiederaufbau machte bald große Fortschritte. 1947 hatte der Bezirk unter einer Typhus-Epidemie zu leiden.
Ende des 20. Jahrhunderts wurden neue Siedlungen in Inzersdorf angelegt. In den Jahren 1988 bis 1991 entstand die Siedlung Traviatagasse. Die einzelnen Teilabschnitte wurden von den Architekten Carl Pruscha und Raimund Abraham, von Carl Pruscha alleine, von Walter Buck und Uta Giencke sowie von Günther Lautner, Peter Scheifinger und Rudolf Szedenik geplant. Die Siedlung Othellogasse wurde von 1990 bis 1993 unter der Gesamtplanung von Melicher, Schwalm-Theiss & Gressenbauer errichtet. Im Jahr 1951, bei der letzten in der selbstständigen Gemeinde durchgeführten Volkszählung, hatte Inzersdorf noch 6026 Einwohner, während heute rund 14.500 Menschen in Inzersdorf leben.

## Kultur und Sehenswürdigkeiten

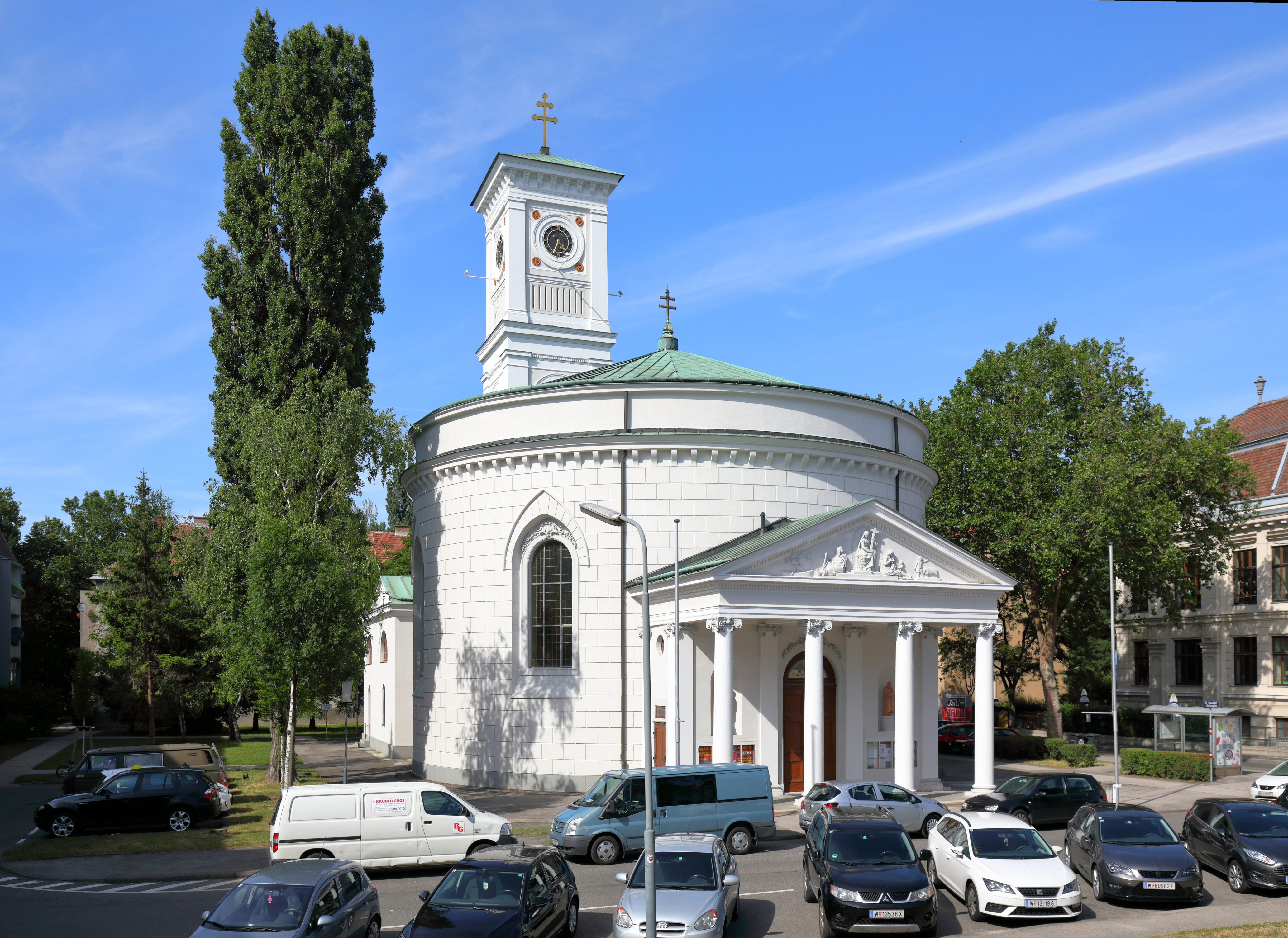
Pfarrkirche Inzersdorf

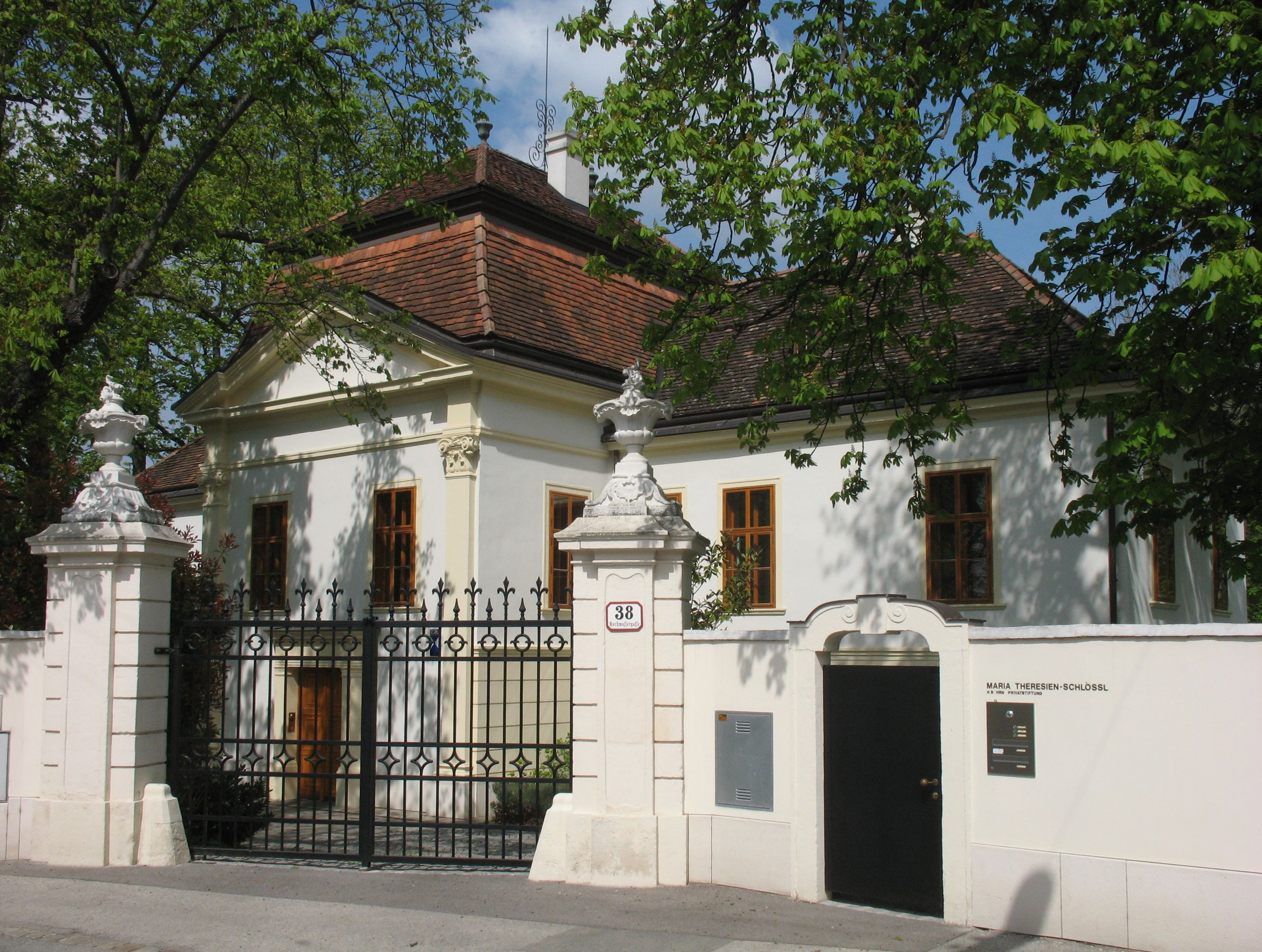
Sogenanntes Maria Theresien-Schlössl

Die älteren Gebäude rund um den Inzersdorfer Kirchenplatz werden von der Stadt Wien zu einer baulichen Schutzzone zusammengefasst. Es stehen neun Objekte unter Denkmalschutz vgl. Liste der denkmalgeschützten Objekte in Wien/Liesing.
Ursprünglich befanden sich in Inzersdorf ein barockes Wasserschloss aus dem 17. Jahrhundert sowie ein in der Nähe errichtetes, etwas jüngeres Schloss. Beide als Schloss Inzersdorf bezeichneten Gebäude wurden im Zweiten Weltkrieg durch Bombentreffer beschädigt und schließlich 1965 im Zuge der Errichtung der Wiener Südosttangente ganz abgerissen. Der ehemalige Schlosspark wird heute unter dem Namen Draschepark als öffentliche Parkanlage verwendet.
Die klassizistische Pfarrkirche Inzersdorf im Ortskern wurde zwischen 1818 und 1820 erbaut. Das in einem weitläufigen Park gelegene so genannte Maria-Theresien-Schlössel wurde in der ersten Hälfte des 18. Jahrhunderts errichtet. Es stammt vermutlich von einem Architekten aus dem Umfeld von Johann Bernhard Fischer von Erlach. Beim Grünberger-Schlössl in der Draschestraße handelt es sich um ein um 1720/30 erbautes barockes Landhaus.
Eines von ihnen, das Gebäude der 1873 gegründeten Inzersdorfer Konservenfabrik, wurde im Jahr 2010 größtenteils abgerissen – Teile der Fassade wurden aber in eine Wohnhausanlage integriert. Die Mauern sind abwechselnd Klinker und Rohziegel auf Putz, rhythmisiert ist die langgestreckte zweigeschoßige Anlage durch zwei Zwerchgiebel mit Frucht- und Ritterfigurenaufsätzen, die Ecke ist durch ein kuppeliges Mansarddach hervorgehoben. Oberhalb des Einganges befindet sich ein Schriftzug mit dem Firmennamen und in Keramik ausgeführte Wappen der beiden Reichsteile Österreich-Ungarns.
Als Motiv für die Gestaltung des für Inzersdorf bestimmten Teils des Liesinger Wappens wurde das Motiv von drei aus einem roten Herzen wachsenden Ähren gewählt, die links und rechts von einem goldenen Löwen und einem goldenen Pferd eingerahmt werden.

## Wirtschaft und Infrastruktur

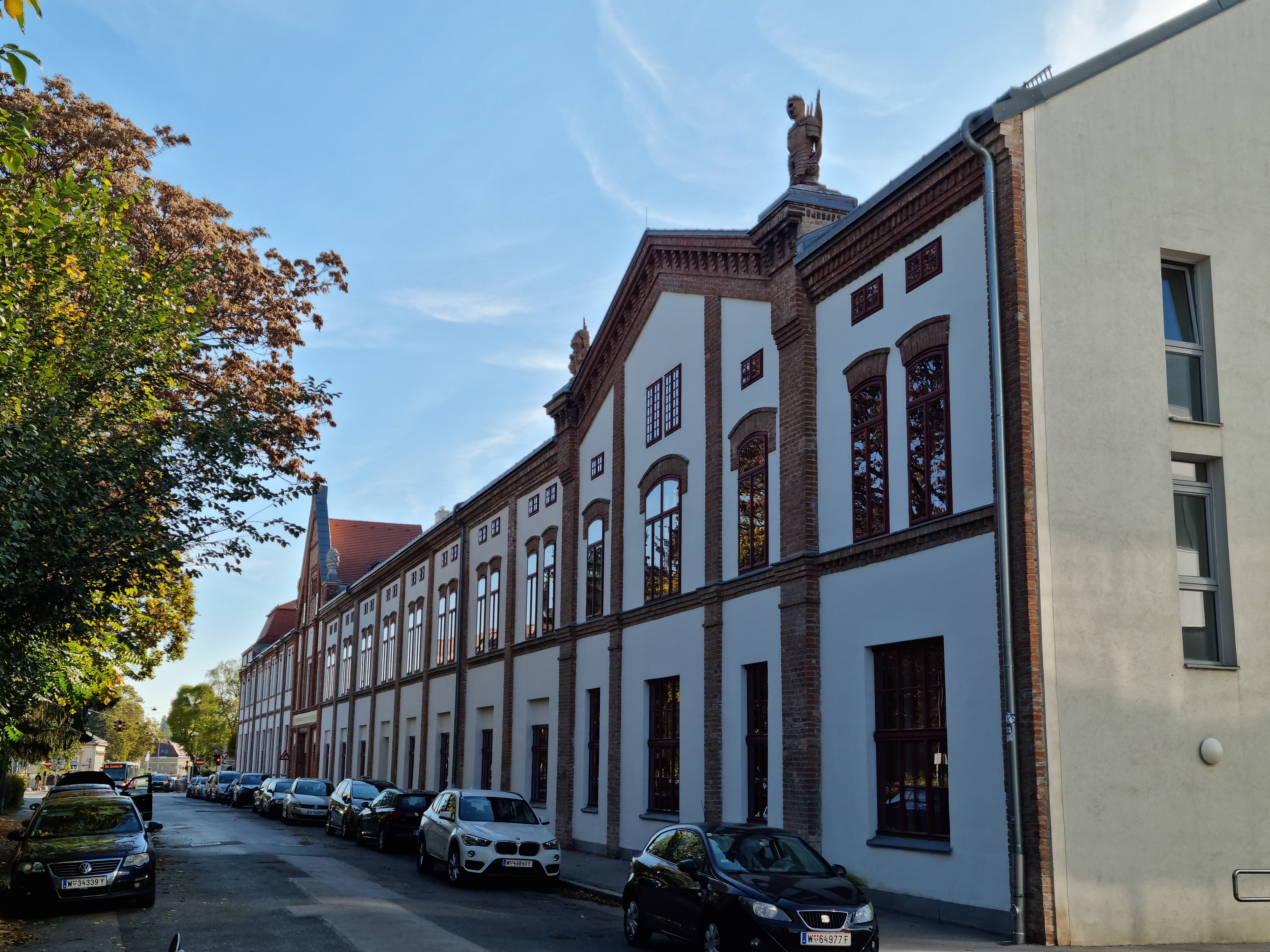
Inzersdorfer Konservenfabrik

In Inzersdorf befindet sich ein großes Industriegebiet. Das Blumental im Osten des Bezirksteils ist beispielsweise Standort des Großmarkts Wien (Magistratsabteilung 59), wo auf rund 300.000 m² landwirtschaftliche Erzeugnisse und Blumen gehandelt werden. Eine der bekanntesten Firmen aus Inzersdorf ist Inzersdorfer, eine Firma für Fertiggerichte, die schon seit 1873 besteht, als „Erste österreichische Militärkonservenfabrik“ gegründet wurde, allerdings mittlerweile abgesiedelt ist. Auch der Wursthersteller Wiesbauer hat seinen Sitz in Inzersdorf. Im Jahr 2002 übersiedelte die Österreichische Staatsdruckerei in den Bezirksteil. Im selben Jahr wurde ein Briefzentrum der Österreichischen Post eröffnet.
Im Ortskern Inzersdorfs liegt die Volksschule Draschestraße. Das spätsezessionistisch-neoklassizistische Schulgebäude wurde im Jahre 1912 erbaut. Früher war hier eine Hauptschule, ein Polytechnischer Lehrgang und ein Kindergarten untergebracht. Nur einige Hausnummern entfernt ist das GRG 23 VBS Draschestraße untergebracht. Dieses Schulhaus wurde erst 1996 errichtet. Vorher war die Schule im 12. Gemeindebezirk Meidling unter dem Namen BRG XII in der Singrienergasse 19–21 (mit einer Expositur in der Anton-Baumgartner-Straße) untergebracht. Ihr ursprünglicher Standort war bis 1972 das Schulgebäude in der Erlgasse, das sich das BRG XII mit dem GRG XII teilte. Damals stand auf dem heutigen Schulgelände eine Fabrik.
In Inzersdorf gibt es zwei Apotheken, die Apotheke zur Mariahilf und die Apotheke St. Nikolaus, die nach der Pfarrkirche benannt ist.
Seit 2016 betreiben die Österreichischen Bundesbahnen das Güterzentrum Wien-Süd in Inzersdorf, bis Ende 2025 ist die Fertigstellung der zweiten Ausbaustufe vorgesehen.
Am Bahnhof Inzersdorf Lokalbahn befindet sich die Hauptverwaltung der Wiener Lokalbahnen AG sowie deren Betriebshof.

## Persönlichkeiten
- Christian Ruben (1805–1875), Historienmaler und Professor der Prager und Wiener Akademie der bildenden Künste
- Franziska Donner (1900–1992), Gattin des südkoreanischen Präsidenten Rhee Syng-man
- Heinrich von Drasche-Wartinberg (1811–1880), Industrieller
- Erika Hirsch (1924–1998), Musikerin und Komponistin
- Anton Ölzelt (1817–1875), Baumeister
- Adelheid Popp (1869–1939), Frauenrechtlerin
- Maria Rosa Aloisia Katharina Fürstin von Kinsky (1783–1842), ehemalige Besitzerin der Herrschaft Inzersdorf
- Karl Swoboda (1882–1933), Weltmeister im Gewichtheben
- Hubert Trimmel (1924–2013), Höhlenforscher
- Georg Virilli (1872–1951), Bürgermeister von Inzersdorf